# Jason Flemyng
Jason Iain Flemyng (ur. 25 września 1966 w Putney, w dzielnicy Londynu) – angielski aktor filmowy i telewizyjny.

## Filmografia

### Filmy fabularne
- 1994: Księga dżungli (The Jungle Book) jako porucznik John Wilkins
- 1994: Rob Roy jako Gregor
- 1996: Ukryte pragnienia (Stealing Beauty) jako Gregory
- 1996: Babie lato (Indian Summer) jako Tonio
- 1997: Spice World (Spiceworld: The Movie) jako Brad
- 1998: Porachunki (Lock, Stock and Two Smoking Barrels) jako Tom
- 1998: Purpurowe skrzypce (The Red Violin) jako Frederick Pope
- 1998: Tessa d’Urberville (Tess of the D’Urbervilles) jako Alec d’Urberville
- 1999: Alicja w Krainie Czarów (Alice in Wonderland) jako Walet Kier
- 1999: Opowieści z metra (Tube Tales) jako Luke
- 2000: Przekręt (Snatch) jako Darren
- 2000: Maska diabła (Bruiser) jako Henry Creedlow
- 2001: Anazapta jako Nicholas
- 2001: Pytanie do Boga (The Body) jako ojciec Walter Winstead
- 2001: Z piekła rodem (From Hell) jako Netley, woźnica
- 2001: Bunkier SS (The Bunker) jako kapral Baumann
- 2001: Gwiazda rocka (Rock Star) jako Bobby Beers
- 2001: Mecz ostatniej szansy (Mean Machine) jako Bob Likely
- 2003: Liga niezwykłych dżentelmenów jako Dr. Henry Jekyll / Mr. Edward Hyde
- 2004: Lighthouse Hill jako Charlie Davidson
- 2004: Drum jako Jim Bailey
- 2004: Przekładaniec (Layer Cake) jako Szalony Larry
- 2004: Kiedy jestem 64 ('When I'm 64, TV) jako Mały Ray
- 2005: Transporter 2 jako Dimitri
- 2005: The Quatermass Experiment (TV) jako prof. Bernard Quatermass
- 2006: Połowiczny rozpad Timofieja Bierezina (Pu-239) jako Vlad
- 2006: Prawo odwetu (Rollin' with the Nines) jako kpt. Fleming
- 2007: Gwiezdny pył (Stardust) jako Primus
- 2007: Podwójna tożsamość (The Death and Life of Bobby Z) jako Brian Cervier
- 2007: Zagadka (The Riddle) jako Don Roberts CEO
- 2008: Lustra (Mirrors) jako detektyw Larry Byrne, przyjaciel Bena z policji
- 2008: Ciekawy przypadek Benjamina Buttona jako Thomas Button
- 2009: Solomon Kane: Pogromca zła (Solomon Kane) jako Malachi
- 2009: City of Life jako Guy Berger
- 2010: Starcie tytanów (Clash of the Titans) jako Akrizjos
- 2010: Kick-Ass jako Lobby Goon
- 2010: The Social Network jako widz
- 2011: Żelazny rycerz (Ironclad) jako Beckett
- 2011: X-Men: Pierwsza klasa jako Azazel
- 2011: Hanna jako Sebastian
- 2011: Stracone święta (Lost Christmas) jako Frank
- 2012: Wielkie nadzieje (Great Expectations) jako Joe Gargery
- 2012: W interesie narodu (Hamilton: In the Interest of the Nation) jako Rob Hart
- 2013: Daję nam rok (I Give It a Year) jako Hugh
- 2013: Czas zapłaty (Welcome to the Punch) jako Harvey Crown
- 2013: Sunshine on Leith jako Harry Harper
- 2014: Top Dog jako Dan

### Seriale TV
- 1992: Kroniki młodego Indiany Jonesa (The Young Indiana Jones Chronicles) jako Emile
- 1993: Doktor Finlay (Doctor Finlay, ITV) jako dr David Neil
- 2004: Agatha Christie: Panna Marple jako Lawrence Redding
- 2009–2011: Siły pierwotne' (Primeval) jako Danny Quinn
- 2011: Jean-Claude Van Damme: Behind Closed Doors jako narrator
- 2013: Czarne lustro (Black Mirror) jako Jack Napier
- 2014: Muszkieterowie (The Musketeers) jako Vadim
- 2014: Zaginiony (The Missing) jako Mark
- 2015: Upadek królestwa (The Last Kingdom) jako król Edmund